# Sytske de Groot
Sytske Louise de Groot (ur. 3 kwietnia 1986 w Delfcie) – holenderska wioślarka.
Sytske de Groot była uczestniczką Letnich Igrzysk Olimpijskich 2012 w Londynie, podczas których wraz ze swoją drużyną zajęła 3. miejsce w konkurencji ósemek.

## Osiągnięcia
- Mistrzostwa Świata – Poznań 2009 – ósemka – 3. miejsce
- Mistrzostwa Europy – Montemor-o-Velho 2010 – ósemka – 2. miejsce